# نادي الجيل
نادي الجيل السعودي هو نادي رياضي سعودي محترف ومقره مدينة الهفوف في الأحساء. تأسس عام 1976 (1396هـ).
يلعب النادي مبارياته على أرضه على ملعب الأمير عبد الله بن جلوي في الأحساء، ويتقاسم الملعب مع ثلاثة أندية أخرى مقرها الأحساء وهي نادي الفتح ونادي هجر ونادي العدالة. 

## المشاركات
دوري الدرجة الأولى السعودي
- دوري الدرجة الأولى السعودي 2011–12
- دوري الدرجة الأولى السعودي 2012–13
- دوري الدرجة الأولى السعودي 2013–14
- دوري الدرجة الأولى السعودي 2014–15
- دوري الدرجة الأولى السعودي 2015–16
- دوري الدرجة الأولى السعودي 2016–17
- دوري الدرجة الأولى السعودي 2018–19
- دوري الدرجة الأولى السعودي 2019–20

أفضل مركز كان الخامس موسم (2018–19)
دوري الدرجة الثانية السعودي
- دوري الدرجة الثانية السعودي 1983–84
- دوري الدرجة الثانية السعودي 1984–85
- دوري الدرجة الثانية السعودي 1983–84
- دوري الدرجة الثانية السعودي 1985–86
- دوري الدرجة الثانية السعودي 1990–91
- دوري الدرجة الثانية السعودي 1991–92
- دوري الدرجة الثانية السعودي 2008–09
- دوري الدرجة الثانية السعودي 2009–10
- دوري الدرجة الثانية السعودي 2017–18

دوري الدرجة الثالثة السعودي
- دوري الدرجة الثالثة السعودي 2007–08

كأس خادم الحرمين الشريفين
- كأس خادم الحرمين الشريفين 1983
- كأس خادم الحرمين الشريفين 2015–16
- كأس خادم الحرمين الشريفين 2016–17
- كأس خادم الحرمين الشريفين 2017–18
- كأس خادم الحرمين الشريفين 2018–19
- كأس خادم الحرمين الشريفين 2019–20

أفضل مركز هو وصول النادي الي ربع النهائي 2018–19
كأس ولي العهد السعودي
- كأس ولي العهد السعودي 2013–14
- كأس ولي العهد السعودي 2014–15
- كأس ولي العهد السعودي 2015–16
- كأس ولي العهد السعودي 2016–17

## تشكيلة الفريق
ملاحظة: تشير الأعلام إلى المنتخب الوطني على النحو المحدد في قواعد الأهلية للفيفا. قد يحمل اللاعبون أكثر من جنسية واحدة غير تابعة للفيفا.
| الرقم | البلد    | المركز | اللاعب            |
| ----- | -------- | ------ | ----------------- |
| 3     | البرازيل | مدافع  | إديلسون جونيور    |
| 4     | السعودية | مدافع  | أسامة الجوهر      |
| 5     | السعودية | مدافع  | عبد الله السويعي  |
| 6     | السعودية | وسط    | عبد الإله العشوان |
| 7     | السعودية | مهاجم  | خالد البراهيم     |
| 8     | السعودية | وسط    | عبد المجيد السعيد |
| 10    | البرازيل | وسط    | تيكو              |
| 11    | السعودية | وسط    | حسن الصولان       |
| 12    | السعودية | مدافع  | فهد فالح          |
| 14    | السعودية | وسط    | عمر السحيمي       |
| 15    | السعودية | مهاجم  | سعد المولد        |
| 17    | السعودية | وسط    | محمد المسلم       |
| 18    | السعودية | مهاجم  | ثامر العرجان      |

| الرقم | البلد    | المركز | اللاعب                         |
| ----- | -------- | ------ | ------------------------------ |
| 20    | السعودية | وسط    | مؤيد الشويفعي                  |
| 23    | السعودية | وسط    | إبراهيم الزهراني               |
| 24    | السعودية | مدافع  | صالح العتيبي                   |
| 25    | تونس     | وسط    | أسامة بن عياد                  |
| 30    | السعودية | وسط    | ناصر بالعيس                    |
| 31    | السعودية | حارس   | حسين التوتي                    |
| 33    | السعودية | حارس   | ماجد الغامدي                   |
| 34    | السعودية | حارس   | محمد البريه                    |
| 66    | السعودية | مدافع  | وليد صابر (معار من نادي النصر) |
| 71    | السعودية | مدافع  | عبد الله الربيعي               |
| 77    | السعودية | وسط    | حسن غزواني                     |
| 94    | المغرب   | مهاجم  | عدنان الوردي                   |

## مجلس الإدارة
عمر بن مبارك بوعركة ( رئيس مجلس الإدارة )
أحمد بن إبراهيم صائم ( نائب رئيس المجلس )
أيمن بن أحمد الزويمل ( عضو )
محمد بن عبدالله العيد ( عضو )
محمد بن خالد العرجي ( عضو )
خليفة بن محمد المدربي ( عضو )

## الهيكل الإداري والفني للفريق الأول
- سعد النينياء (المشرف العام على الفريق الأول)
- بندر الرشيد (إداري الفريق الأول)
- صابر عبداللاوي (مدرب الفريق الأول)
- آسم النصيبي (محلل اداء)
- أحمد قراجة (مدرب اللياقه)
- محمد الخوجه (مدرب الحراس)
- عباس العزازي (معد التأهيل البدني)

## الانجازات في لعبة كرة القدم
- بطولة المنطقة المركز الأول	الفريق الأول	1401
- بطولة المنطقة	المركز الأول	الفريق الأول	1402
- بطولة المنطقة	المركز الأول	الفريق الأول	1403
- بطولة المنطقة	المركز الأول	الفريق الأول	1404
- بطولة المنطقة	المركز الأول	الفريق الأول	1405
- بطولة المنطقة	المركز الأول	فئة الشباب	1405
- بطولة المنطقة	المركز الأول	الفريق الأول	1406
- الصعود للدرجة الأولى	المركز الثاني	الفريق الأول	1406
- بطولة المنطقة	المركز الأول	الفريق الأول	1411
- بطولة المنطقة	المركز الأول	الفريق الأول	1412
- بطولة المنطقة	المركز الأول	الفريق الأول	1413
- بطولة المنطقة	المركز الأول	الفريق الأول	1417
- بطولة المنطقة	المركز الأول	فئة الناشئين	1417
- بطولة المنطقة	المركز الأول	فئة الناشئين	1418
- بطولة المنطقة	المركز الأول	فئة الناشئين	2002-2003 م
- بطولة المنطقة	المركز الأول	الفريق الأول	2007-2008
- الصعود للدرجة الثانية 	ملحق 	الفريق الأول	2007-2008 م
- الصعود للدرجة الأولى	المركز الثاني	الفريق الأول	2009-2010 م
- بطولة المنطقة	المركز الثاني	فئة الشباب	2011-2012م
- بطولة المنطقة	المركز الأول	فئة الشباب	2012-2013 م
- الصعود للدوري الممتاز	المركز الثاني	فئة الشباب	2012-2013 م
- بطولة المنطقة	المركز الأول 	درجة الأولمبي	2015 – 2016 م
- بطولة المملكة والصعود للدوري الممتاز	المركز الأول 	درجة الأولمبي	2015 – 2016 م
- بطولة المنطقة	المركز الأول	فئة الشباب	2015 – 2016 م
- بطولة المنطقة	المركز الأول	فئة الشباب	2016 – 2017 م
- بطولة المنطقة	المركز الأول	فئة الناشئين	2016 – 2017 م
- بطولة المنطقة	المركز الأول	فئة الشباب	2017 – 2018 م
- بطولة المنطقة	المركز الأول 	فئة الناشئين	2017 – 2018 م
- بطولة المملكة والصعود للدوري الممتاز	المركز الأول	فئة الناشئين	2017 – 2018 م
- الصعود للدرجة الأولى	المركز الثالث	الفريق الأول	2017 – 2018 م
- بطولة المنطقة	المركز الأول	فئة الشباب	2018 – 2019 م
- الصعود لدوري الدرجة الأولى	دور الثمانية ( كورونا )	فئة الشباب	2019 – 2020 م
- الصعود للدوري الممتاز 	دور الأربعة ( كورونا ) 	براعم 15	2019 – 2020 م
- بطولة المنطقة	المركز الأول	براعم 15	2019 – 2020 م
- بطولة المنطقة	المركز الأول	فئة الشباب	2019 – 2020 م
- الصعود للدوري الممتاز	المركز الرابع 	فئة الشباب	2020 – 2021 م
- الصعود للدوري الممتاز	المركز الأول	فئة الناشئين 	2021 – 2022 م
- بطولة المنطقة	المركز الأول	براعم 15	2021 – 2022 م
- دوري الدرجة الأولى والصعود للدوري الممتاز	المركز الثالث	فئة الشباب	2022 - 2023
- بطولة المملكة والصعود للدوري الممتاز	المركز الثاني	براعم 13	2022 - 2023

## أبرز إنجازاته
- الصعود لدوري الدرجة الأولى لفريق كرة القدم عام 1986
- صعود فريق كرة اليد بالنادي (الأول) لدوري الدرجة الأولى عام 1996
- صعود التنس الأرضي للدوري الممتاز عام 1998
- صعود فريق كرة اليد بالنادي (الأول) للدوري الممتاز عام 1998
- الصعود لدوري الدرجة الثانية لفريق كرة القدم عام 2007
- تحقيق التنس الأرضي لدرع الدوري الممتاز عام 2008
- الصعود لدوري الدرجة الأولى لفريق كرة القدم عام 2009
- صعود فريق كرة اليد للناشئين بالنادي للدوري الممتاز عام2011
- صعود فريق كرة اليد للشباب بالنادي للدوري الممتاز عام2011
- صعود فريق كرة اليد بالنادي (الأول) للدوري الممتاز عام2011
- الصعود لدوري الدرجة الأولى لفريق كرة القدم عام 2015
- حاليآ جميع درجات لعبة كرة اليد بالنادي تلعب في الدوري الممتاز

## أبرز لاعبيه
- مرشد العتيبي الجيل والهلال والمنتخب الوطني
- محمد السعيـّــد الجيل والاتفاق
- عادل المويجد (حارس) الجيل والهلال
- محمد الجمعان الجيل والاتحاد
- عبد العزيز الكلثم الجيل والهلال
- عبد الرحيم الخميس الجيل والمنتخب السعودي للناشئيين
- عبد الرحمن الهارون الجيل والمنتخب السعودي للناشئيين
- حسن ال الحميد

## الموقع الخارجي
- مقاطع عن نادي الجيل باليوتيوب